# Grand Prix Kanady 1993
Grand Prix Kanady 1993 (oryg. Grand Prix Molson du Canada) – siódma runda Mistrzostw Świata Formuły 1 w sezonie 1993, która odbyła się 13 czerwca 1993, po raz 15. na torze Circuit Gilles Villeneuve.
31. Grand Prix Kanady, 25. zaliczane do Mistrzostw Świata Formuły 1.

## Wyniki

### Kwalifikacje
| P                       | Nr | Kierowca             | Konstruktor(-silnik)  | Opony | Czas     | Odstęp   | Strata   |
| ----------------------- | -- | -------------------- | --------------------- | ----- | -------- | -------- | -------- |
| 1                       | 2  | Alain Prost          | Williams-Renault      | G     | 1:18.987 | -        | -        |
| 2                       | 0  | Damon Hill           | Williams-Renault      | G     | 1:19.491 | 0:00.504 | 0:00.504 |
| 3                       | 5  | Michael Schumacher   | Benetton-Ford         | G     | 1:20.808 | 0:01.317 | 0:01.821 |
| 4                       | 6  | Riccardo Patrese     | Benetton-Ford         | G     | 1:20.948 | 0:00.140 | 0:01.961 |
| 5                       | 28 | Gerhard Berger       | Ferrari               | G     | 1:21.278 | 0:00.330 | 0:02.291 |
| 6                       | 27 | Jean Alesi           | Ferrari               | G     | 1:21.414 | 0:00.136 | 0:02.427 |
| 7                       | 25 | Martin Brundle       | Ligier-Renault        | G     | 1:21.603 | 0:00.189 | 0:02.616 |
| 8                       | 8  | Ayrton Senna         | McLaren-Ford          | G     | 1:21.706 | 0:00.103 | 0:02.719 |
| 9                       | 29 | Karl Wendlinger      | Sauber-Ilmor          | G     | 1:21.813 | 0:00.107 | 0:02.826 |
| 10                      | 26 | Mark Blundell        | Ligier-Renault        | G     | 1:22.097 | 0:00.284 | 0:03.110 |
| 11                      | 30 | JJ Lehto             | Sauber-Ilmor          | G     | 1:22.198 | 0:00.101 | 0:03.211 |
| 12                      | 7  | Michael Andretti     | McLaren-Ford          | G     | 1:22.229 | 0:00.031 | 0:03.242 |
| 13                      | 20 | Érik Comas           | Larrousse-Lamborghini | G     | 1:22.263 | 0:00.034 | 0:03.276 |
| 14                      | 14 | Rubens Barrichello   | Jordan-Hart           | G     | 1:22.509 | 0:00.246 | 0:03.522 |
| 15                      | 19 | Philippe Alliot      | Larrousse-Lamborghini | G     | 1:22.819 | 0:00.310 | 0:03.832 |
| 16                      | 10 | Aguri Suzuki         | Footwork-Mugen-Honda  | G     | 1:22.891 | 0:00.072 | 0:03.904 |
| 17                      | 23 | Christian Fittipaldi | Minardi-Ford          | G     | 1:23.119 | 0:00.228 | 0:04.132 |
| 18                      | 9  | Derek Warwick        | Footwork-Mugen-Honda  | G     | 1:23.185 | 0:00.066 | 0:04.198 |
| 19                      | 4  | Andrea de Cesaris    | Tyrrell-Yamaha        | G     | 1:23.185 | 0:00.000 | 0:04.198 |
| 20                      | 12 | Johnny Herbert       | Lotus-Ford            | G     | 1:23.223 | 0:00.038 | 0:04.236 |
| 21                      | 11 | Alessandro Zanardi   | Lotus-Ford            | G     | 1:23.240 | 0:00.017 | 0:04.253 |
| 22                      | 3  | Ukyō Katayama        | Tyrrell-Yamaha        | G     | 1:23.824 | 0:00.584 | 0:04.837 |
| 23                      | 24 | Fabrizio Barbazza    | Minardi-Ford          | G     | 1:23.946 | 0:00.122 | 0:04.959 |
| 24                      | 15 | Thierry Boutsen      | Jordan-Hart           | G     | 1:23.960 | 0:00.014 | 0:04.973 |
| 25                      | 22 | Luca Badoer          | Lola-Ferrari          | G     | 1:24.357 | 0:00.397 | 0:05.370 |
| Nie zakwalifikowali się |    |                      |                       |       |          |          |          |
|                         | 21 | Michele Alboreto     | Lola-Ferrari          | G     | 1:24.382 | 0:00.025 | 0:05.395 |
| P                       | Nr | Kierowca             | Konstruktor(-silnik)  | Opony | Czas     | Odstęp   | Strata   |

### Wyścig
| Pos | No | Kierowca             | Konstruktor           | Okrążeń | Czas/powód NU | Poz. Start. | Punktów |
| --- | -- | -------------------- | --------------------- | ------- | ------------- | ----------- | ------- |
| 1   | 2  | Alain Prost          | Williams-Renault      | 69      | 1:36:41.822   | 1           | 10      |
| 2   | 5  | Michael Schumacher   | Benetton-Ford         | 69      | +14.527       | 3           | 6       |
| 3   | 0  | Damon Hill           | Williams-Renault      | 69      | +52.685       | 2           | 4       |
| 4   | 28 | Gerhard Berger       | Ferrari               | 68      | +1 okrążenie  | 5           | 3       |
| 5   | 25 | Martin Brundle       | Ligier-Renault        | 68      | +1 okrążenie  | 7           | 2       |
| 6   | 29 | Karl Wendlinger      | Sauber                | 68      | +1 okrążenie  | 9           | 1       |
| 7   | 30 | Jyrki Järvilehto     | Sauber                | 68      | +1 okrążenie  | 11          |         |
| 8   | 20 | Érik Comas           | Larrousse-Lamborghini | 68      | +1 okrążenie  | 13          |         |
| 9   | 23 | Christian Fittipaldi | Minardi-Ford          | 67      | +2 Okrążeń    | 17          |         |
| 10  | 12 | Johnny Herbert       | Lotus-Ford            | 67      | +2 Okrążeń    | 20          |         |
| 11  | 11 | Alessandro Zanardi   | Lotus-Ford            | 67      | +2 Okrążeń    | 21          |         |
| 12  | 15 | Thierry Boutsen      | Jordan-Hart           | 67      | +2 Okrążeń    | 24          |         |
| 13  | 10 | Aguri Suzuki         | Footwork-Mugen-Honda  | 66      | +3 Okrążeń    | 16          |         |
| 14  | 7  | Michael Andretti     | McLaren-Ford          | 66      | +3 Okrążeń    | 12          |         |
| 15  | 22 | Luca Badoer          | Lola-Ferrari          | 65      | +4 Okrążeń    | 25          |         |
| 16  | 9  | Derek Warwick        | Footwork-Mugen-Honda  | 65      | +4 Okrążeń    | 18          |         |
| 17  | 3  | Ukyō Katayama        | Tyrrell-Yamaha        | 64      | +5 Okrążeń    | 22          |         |
| 18  | 8  | Ayrton Senna         | McLaren-Ford          | 62      | Elektryka     | 8           |         |
| NU  | 6  | Riccardo Patrese     | Benetton-Ford         | 52      | Physical      | 4           |         |
| NU  | 4  | Andrea de Cesaris    | Tyrrell-Yamaha        | 45      | Wypadł z toru | 19          |         |
| NU  | 24 | Fabrizio Barbazza    | Minardi-Ford          | 33      | Skrz. biegów  | 23          |         |
| NU  | 27 | Jean Alesi           | Ferrari               | 33      | Silnik        | 6           |         |
| NU  | 26 | Mark Blundell        | Ligier-Renault        | 13      | Wypadł z toru | 10          |         |
| NU  | 14 | Rubens Barrichello   | Jordan-Hart           | 10      | Elektryka     | 14          |         |
| NU  | 19 | Philippe Alliot      | Larrousse-Lamborghini | 8       | Silnik        | 15          |         |
| NZ  | 21 | Michele Alboreto     | Lola-Ferrari          |         |               |             |         |